# Parque da Devesa
O Parque da Devesa é um espaço verde urbano situado junto ao centro da cidade de Vila Nova de Famalicão. Com os seus 27 hectares, o parque é um espaço único de contacto com a Natureza, lazer, convívio e desporto, que se configura como um veículo de excelência para a educação ambiental e para a sustentabilidade, e como uma mais-valia cultural, cívica e ética, propondo-se contribuir para o crescimento integral dos cidadãos no respeito pelo próximo, pela natureza e pelas gerações futuras.
Este parque é atravessado em toda a sua extensão pelo Rio Pelhe, que em muito contribui para a beleza e aprazibilidade, nas quais também concorrem a respetiva galeria natural, como por exemplo, os lagos, os carvalhos centenários, as sequóias e outras árvores de pequeno e grande porte, bem como penedos graníticos.
Para além de tudo o que foi anteriormente referido, o parque também possui valências que proporcionam momentos de cultura e educação, vertentes para as quais contribuem os edifícios aqui implantados, são eles: Casa do Território, Anfiteatro (com capacidade para 1000 espectadores), Famalicão em Forma, Serviços de Arqueologia, Serviços do Património Cultural e os Serviços Educativos.

## História
Localizado em quintas rurais abandonadas há décadas devido ao adiamento constante da construção de um parque neste mesmo espaço, o Parque da Devesa, cujo projeto, da autoria do Arq. Noé Diniz, assentou na despoluição e renaturalização das margens e do próprio Rio Pelhe, a implantação de um lago artificial, aproveitando a água do rio, a requalificação dos edifícios rurais das antigas quintas desactivadas, transformando-os em equipamentos culturais e educativos, a reinvenção do moinho de água e recuperação dos tanques. Salientar ainda, que foram plantadas mais de 37 mil exemplares de árvores e arbustos de diferentes espécies.